# Avaros

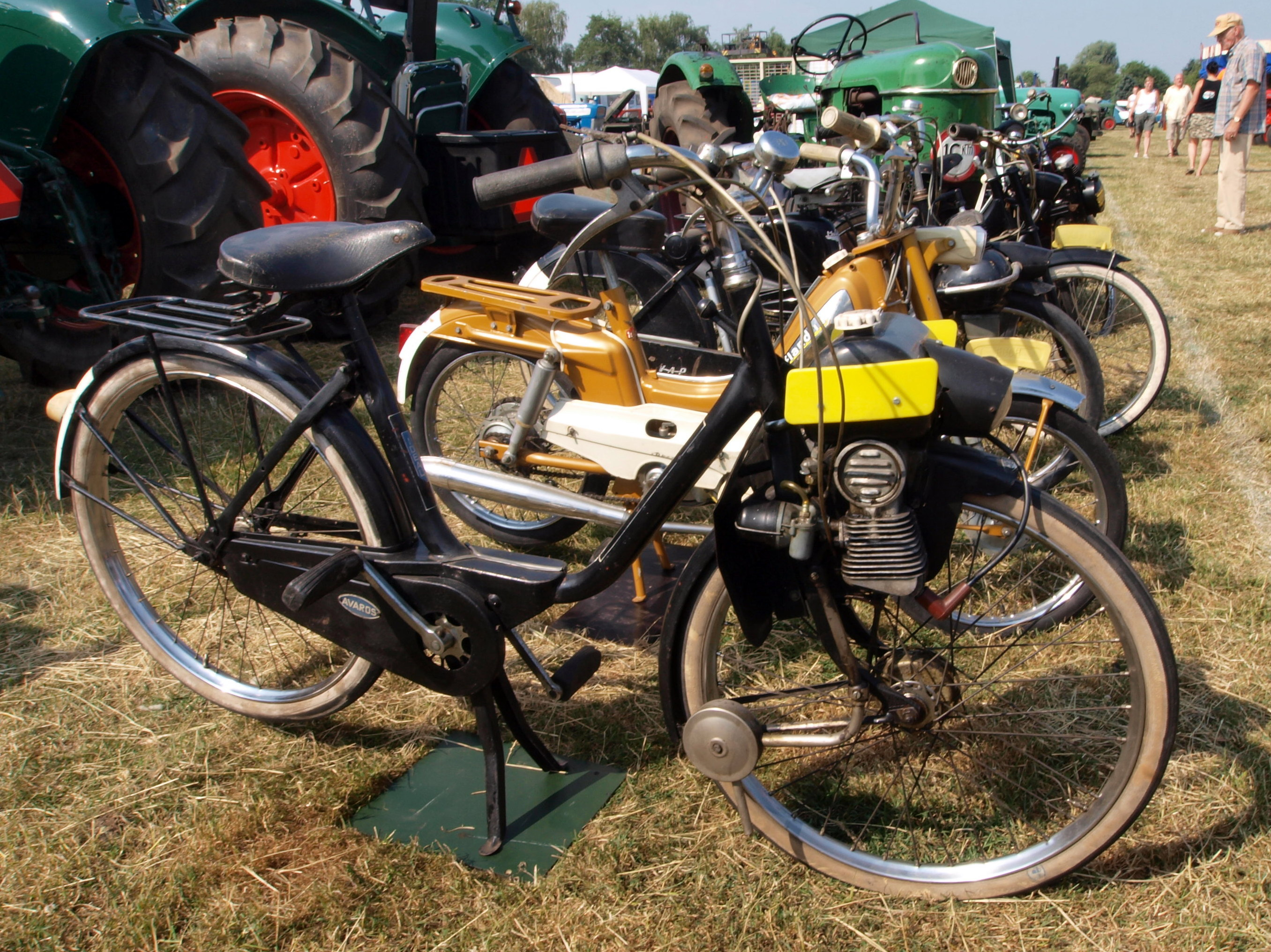
Avaros Ideal

Avaros is een Nederlands historisch merk van bromfietsen en scooters.
Avaros stond voor: Albert van Rossum. Hij leidde een bedrijf in Papendrecht dat Belgische Flandria-bromfietsen bouwde en onder eigen naam verkocht.
Duitse 150cc-Mota-scooters werden ook onder deze naam verkocht. Men maakte ook een zeer licht Solex-achtig model dat was afgeleid van een Flandria-model. De merknaam was aanvankelijk (ca. 1951) Avros maar veranderde in "Avaros".